# Indulis Emsis

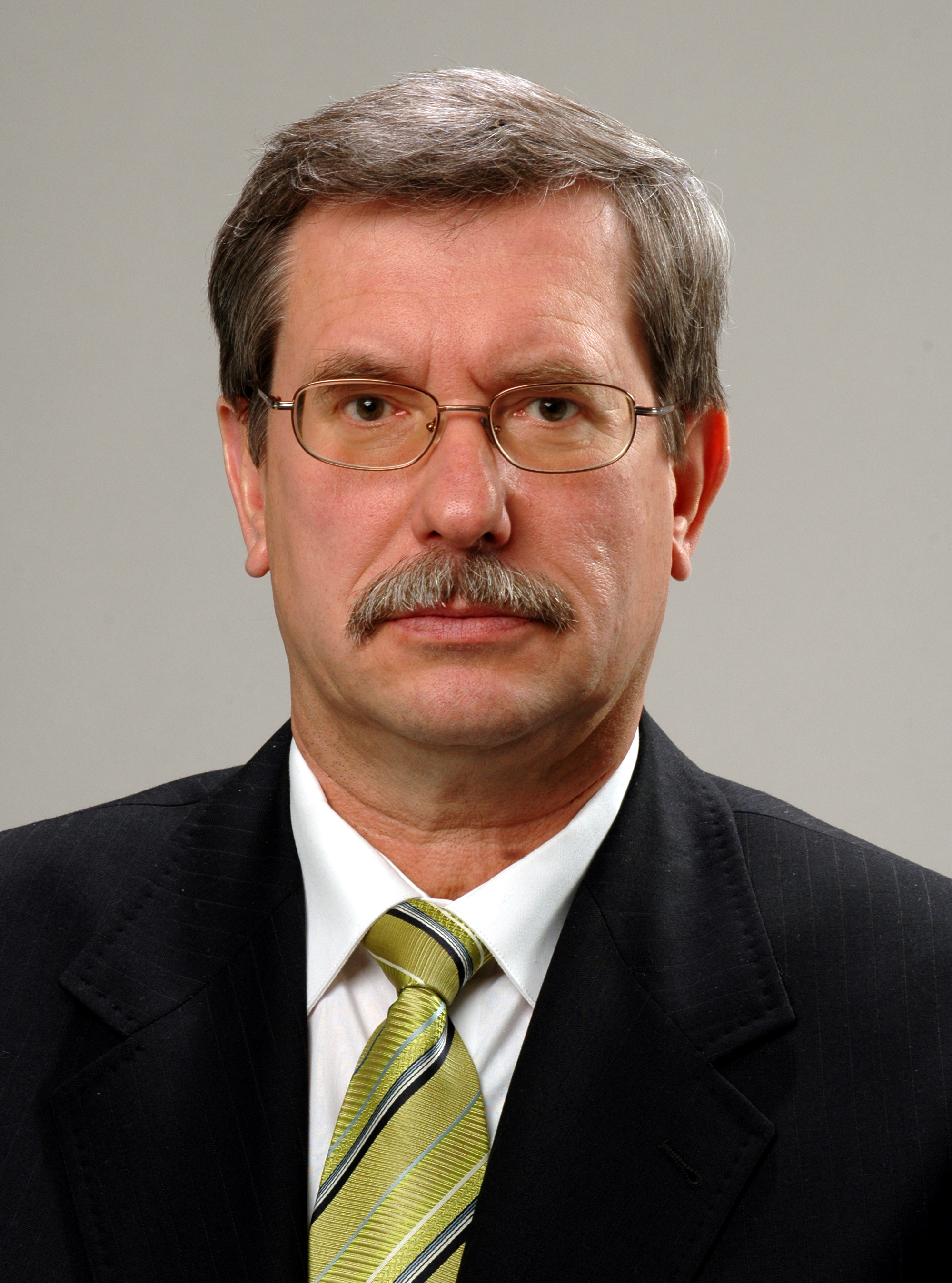
Indulis Emsis (2004)

Indulis Emsis (* 2. Januar 1952 in Salacgrīva, Lettische SSR) ist ein lettischer Biologe, Grünen-Politiker, ehemaliger Premierminister und Parlamentsvorsitzender Lettlands.

## Leben
Indulis Emsis studierte an der lettischen Universität Biologie und schloss sein Studium 1975 erfolgreich ab. Im Jahre 1986 machte er seinen Doktor in Biologie. Ab 1990 arbeitete er als Umweltforscher. 1990 wurde er zu einem der Gründer der Grünen Partei Lettlands und war in den 1990er Jahren Umweltminister, wobei er sich besonders für die Reinhaltung der Ostsee einsetzte. Ab 1995 war er einer der drei Vorsitzenden der Partei der Grünen.
Am 9. März 2004 wurde er lettischer Premierminister, wobei er eine Minderheitsregierung der rechten Mitte anführte. Er war der weltweit erste Regierungschef einer grünen Partei. Emsis gilt, wie die lettischen Grünen insgesamt, als eher konservativ. Am 2. Dezember 2004 wurde Aigars Kalvītis als neuer Premierminister gewählt. Am 7. November 2006 wurde Emsis zum Parlamentsvorsitzenden der Saeima gewählt. Dieses Amt legte er am 24. September 2007 nieder. Sein Nachfolger wurde Gundars Daudze.

## Auszeichnungen
Indulis Emsis ist Träger des
- lettischen Drei-Sterne-Ordens (lett.: Triju Zvaigžņu ordenis)
- niederländischen Rittergroßkreuzes des Ordens von Oranien-Nassau (ndl.: Ridder Grootkruis in de Orde van Oranje-Nassau)
- Verdienstgroßkreuzes der Italienischen Republik (it.: Gran Croce Ordine al Merito della Repubblica Italiana)